# Wie het laatst lacht... (televisieprogramma)
Wie het laatst lacht... is een Nederlands candid camera-programma dat werd uitgezonden door SBS6. De presentatie van het programma was in handen van Wendy van Dijk.

## Format
In het programma neemt presentatrice Wendy van Dijk onbekende en bekende Nederlanders in de maling terwijl ze gefilmd worden door verborgen camera's. De kandidaten die in de maling worden genomen zijn zonder hun medeweten opgegeven voor het programma. Hierdoor zien de kijkers hoe de mensen reageren als ze opeens in een onverwachte of bizarre situatie terecht komen. Van Dijk presenteert het programma vanuit een studio met livepubliek waar ze samen met de in de maling genomen kandidaten naar de verborgen opnames terug gaan kijken.
Het programma kent verschillende onderdelen van hoe de kandidaten in de maling worden genomen. Zo is er in het programma een huis met acteurs die een situatie creëren als een opgegeven kandidaat naar het bewuste huis wordt gelokt. In een ander onderdeel komt Van Dijk vermomt als een nieuwe werknemer bij een bedrijf werken en haalt alles uit de kast om de slechtste medewerker te worden. Tevens worden er situaties gecreëerd om te kijken hoe niks vermoedende omstanders in een straat reageren en of ze te hulp schieten. Elke aflevering staat ook een bekende Nederlander centraal die in de maling wordt genomen door een collega BN'er die hem of haar ook voor het programma heeft opgegeven. Tevens wordt er elke aflevering een oude candid camera-klassieker uitgezonden van het televisieprogramma Bananasplit.

## Seizoensoverzicht
| Seizoen | Uitzenduren                | Aantal afleveringen | Start seizoen   | Start seizoen | Einde seizoen    | Einde seizoen | Gemiddelde kijkcijfers |
| Seizoen | Uitzenduren                | Aantal afleveringen | Datum           | Kijkcijfers   | Datum            | Kijkcijfers   | Gemiddelde kijkcijfers |
| ------- | -------------------------- | ------------------- | --------------- | ------------- | ---------------- | ------------- | ---------------------- |
| 1       | Vrijdag 20.30 – 21.50 uur  | 6                   | 6 maart 2020    | 691.000       | 10 april 2020    | 645.000       | 707.000                |
| 2       | Zaterdag 20.00 – 21.20 uur | 6                   | 7 november 2020 | 690.000       | 12 december 2020 | 526.000       | 703.833                |

## Afleveringsoverzicht

### Seizoen 1
Tijdens het eerste seizoen werd er tijdens sommige afleveringen nog een extra bekende Nederlander in de maling genomen die door hun management waren opgegeven waaronder Romy Monteiro en Rico Verhoeven.
| Afl. | Uitzenddatum  | Bekende Nederlanders             | Bekende Nederlanders | Kijkcijfers | Kijkcijfers incl. uitgesteld kijken |
| Afl. | Uitzenddatum  | Slachtoffer                      | Opgegeven door       | Kijkcijfers | Kijkcijfers incl. uitgesteld kijken |
| ---- | ------------- | -------------------------------- | -------------------- | ----------- | ----------------------------------- |
| 1    | 6 maart 2020  | Berget Lewis                     | Edsilia Rombley      | 691.000     | 1.008.000                           |
| 2    | 13 maart 2020 | Martien Meiland en Erica Renkema | Maxime Meiland       | 666.000     | 963.000                             |
| 3    | 20 maart 2020 | Tino Martin                      | René Froger          | 797.000     | 971.000                             |
| 4    | 27 maart 2020 | Alain Clark                      | Elske DeWall         | 681.000     | 908.000                             |
| 5    | 3 april 2020  | Dave Roelvink                    | Dries Roelvink       | 762.000     | 906.000                             |
| 6    | 10 april 2020 | Jochen Otten                     | Leo Alkemade         | 645.000     | 774.000                             |

### Seizoen 2
| Afl. | Uitzenddatum     | Bekende Nederlanders | Bekende Nederlanders | Kijkcijfers | Kijkcijfers incl. uitgesteld kijken |
| Afl. | Uitzenddatum     | Slachtoffer          | Opgegeven door       | Kijkcijfers | Kijkcijfers incl. uitgesteld kijken |
| ---- | ---------------- | -------------------- | -------------------- | ----------- | ----------------------------------- |
| 1    | 7 november 2020  | Wesley Sneijder      | Rolf Sanchez         | 690.000     | 853.000                             |
| 2    | 14 november 2020 | Yolanthe Cabau       | Xelly Cabau          | 949.000     | 1.065.000                           |
| 3    | 21 november 2020 | Ronnie Flex          | Bizzey               | 773.000     | 899.000                             |
| 4    | 28 november 2020 | Edsilia Rombley      | Berget Lewis         | 681.000     | 811.000                             |
| 5    | 5 december 2020  | Roy Donders          | Patty Brard          | 604.000     | 757.000                             |
| 6    | 12 december 2020 | Dennis Weening       | Johnny de Mol        | 526.000     | 616.000                             |

## Achtergrond
In februari 2020 werd het programma door SBS6 aangekondigd. Een maand later, op vrijdagavond 6 maart 2020, ging het eerste seizoen van het programma van start; de eerste aflevering was goed voor 691.000 kijkers. Tijdens het eerste seizoen werd Rico Verhoeven als extra bekende deelnemer in de maling genomen door een 'brutale' interviewer uit Amerika. Nadat bekend werd dat hij in de maling werd genomen gaf hij de interviewer een flinke knuffel; dit zorgde voor een gebroken rib bij de interviewer.
In mei 2020 werd aangekondigd dat Van Dijk een nieuw seizoen mocht maken. Het tweede seizoen ging datzelfde jaar op 7 november 2020 van start en was goed voor 690.000 kijkers, vanaf dit moment werd het programma uitgezonden op de zaterdagavond.